# بوب بابيت
بوب بابيت (بالإنجليزية: Bob Babbitt)‏ هو موسيقي أمريكي، ولد في 26 نوفمبر 1937 في بيتسبرغ في الولايات المتحدة، وتوفي في 16 يوليو 2012 في ناشفيل في الولايات المتحدة.

## وصلات خارجية
- بوب بابيت على موقع IMDb (الإنجليزية)
- بوب بابيت على موقع ميوزك برينز (الإنجليزية)
- بوب بابيت على موقع أول ميوزيك (الإنجليزية)
- بوب بابيت على موقع ديسكوغز (الإنجليزية)
- بوب بابيت على موقع قاعدة بيانات الفيلم (الإنجليزية)